# فناوری نظامی
فناوری نظامی (انگلیسی: Military technology) به کاربرد فناوری به‌منظور به‌کارگیری در جنگ گفته می‌شود، که شامل انواع فناوری‌های دارای ماهیت نظامی و فاقد کاربردهای غیرنظامی باشد. اختراعات نظامی در طول تاریخ همواره مورد استفاده غیرنظامیان نیز قرار گرفته‌است و در مواردی نوآوری‌های غیرنظامی نیز با اعمال اصلاحات جزئی، توسط نظامیان به‌کار گرفته شده‌است.
فناوری‌های نظامی اغلب توسط دانشمندان و مهندسان فعال در این حوزه، با هدف استفاده نیروهای نظامی در جنگ، مورد تحقیق و توسعه قرار می‌گیرند و در طول دهه‌های گذشته، بسیاری از فناوری‌های جدید، از این مجرا و در نتیجه تخصیص بودجه‌های نظامی، به وجود آمده‌اند. تاریخچه استفاده از اشکال اولیه فناوری در نزاع میان انسان‌ها، به دوره پارینه‌سنگی بازمی‌گردد و نخستین ابزارهای سنگی یافت‌شده توسط باستان‌شناسان، متعلق به ۳٫۳ میلیون سال پیش می‌باشد.